# Johann Konrad Bischofberger

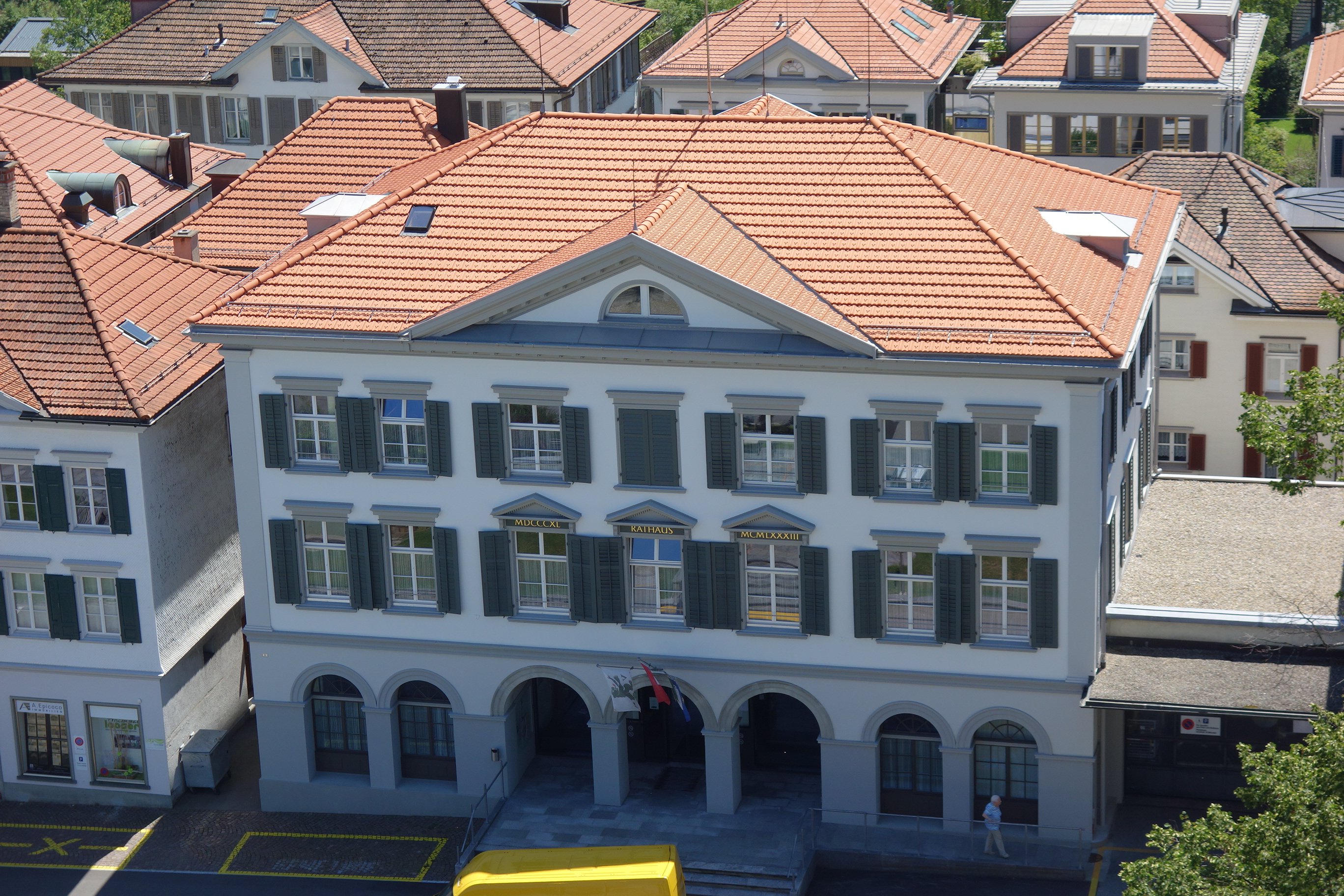
Das Rathaus Heiden, 1838 von Michael Bischofberger nach Plänen seines Bruders Johann Konrad Bischofberger erbaut

Johann Konrad Bischofberger (* 27. September 1803 in Heiden AR; † 30. Oktober 1866 ebenda; heimatberechtigt in Heiden AR) war ein Schweizer Baumeister aus dem Kanton Appenzell Ausserrhoden.

## Leben
Johann Konrad Bischofberger war ein Sohn des Ratsherrn Johann Ulrich Bischofberger, Maurer und Steinmetz. 1828 heiratete er in erster Ehe Anna Katharina Tobler, Tochter des Gemeindehauptmanns Michael Tobler. Seine zweite Frau, Susanna Oswald, Tochter des Johann Georg Oswald und Witwe des Johann Heinrich Hess, heiratete er 1857.
Er führte zusammen mit seinem Bruder Michael Bischofberger in Heiden ein Baugeschäft. Bereits 1828 bezeichnete er sich als Architekten, trat aber nachweislich erst ab 1836 in Appenzell Ausserrhoden als solcher in Erscheinung, unter anderem mit der Ausführung und partiellen Planung öffentlicher Bauwerke sowie Bauten für den Fabrikanten Johann Georg Euler an der Dorfhalde in Lutzenberg. Johann Konrad Bischofberger war massgeblich am Wiederaufbau der Gemeinde Heiden nach dem Dorfbrand von 1838 beteiligt (Grundrissplan). Er schloss im Baubetrieb der Ostschweiz die Lücke zwischen den überregional tätigen Bautrupps des 18. Jahrhunderts wie der Baumeisterfamilie Grubenmann von Teufen und den modernen Architekten vom Stile Felix Wilhelm Kublys, mit dem Bischofberger häufig zusammenarbeitete.